# Volkswagen Apollo
El Volkswagen Apollo, es un automóvil de turismo del segmento C, fabricado en Brasil por el holding regional Autolatina, representante de la marca alemana Volkswagen para el mercado automotor del Mercosur. Fue presentado en el año 1990 y su producción significó la cobertura de un espacio generacional que había quedado vacante, tras el cese de la producción del Volkswagen Fusca en 1986.
Este vehículo perteneció una serie de desarrollos locales llevados adelante por Autolatina, los cuales conjugaban en su estructura las tecnologías de las marcas Volkswagen y Ford, a las que este holding representaba. El mismo no era otra cosa más que una reproducción fiel del modelo Ford Verona, automóvil basado en el europeo Ford Orion y que fue fabricado por el mismo holding, pero para la marca Ford.
Además de ser producido bajo el blasón de Volkswagen, el Apollo se diferenciaba del Verona principalmente desde el punto de vista mecánico, siendo equipado desde un primer momento con impulsores de origen Audi que ya venían siendo empleados en modelos de la marca alemana. Al mismo tiempo, presentaba una caja de velocidades con relaciones más cortas, lo que le permitía tener un rendimiento superior al de su gemelo. Al igual que el Verona, el Apollo solamente fue producido en versión sedán de 2 puertas.
Con su producción, Autolatina logró instalar a Volkswagen en un segmento en el que no se encontraba presente, cubriendo a su vez el vacío generacional que existía entre el Volkswagen Gol y el Santana. Al mismo tiempo, aplicaba al 100% su política de desarrollo conjunto entre sus dos marcas representadas, siendo el Apollo una muestra inconfundible de ello.
Su producción y comercialización tuvieron lugar exclusivamente en Brasil, habiéndose producido entre los años 1990 y 1992 y sustituido por el Volkswagen Logus, modelo que siguió la filosofía de producción de Autolatina y cuyo desarrollo fue motivado principalmente por el fracaso comercial que significó el Apollo.

## Historia

### Antecedentes
En el año 1987 se constituyó en Brasil Autolatina, un holding formado a partir de la fusión de las filiales locales de Ford y Volkswagen, con el objetivo de abaratar costos de producción a causa de una crisis económica que afectó a la región de Argentina y Brasil. En este contexto, el acuerdo establecía un reparto accionario del 51% para Volkswagen y del 49% para Ford. Asimismo, la reducción de costos de producción permitió la continuidad de la línea de montaje de determinados modelos y el desarrollo de nuevas unidades, siempre compartiendo soluciones en el área de lo técnico y tecnológico.
El primer trabajo presentado por este nuevo grupo automotor fue una actualización técnica para el Ford Del Rey, un automóvil del segmento D presentado en 1981 y desarrollado sobre la base del Ford Corcel, al cual se lo comenzó a equipar con impulsores AP1800 de origen Audi, de rendimiento superior a los antiguos motores CHT del Corcel, desarrollados por Ford Brasil sobre la base de un impulsor de origen Renault. A su vez, el Corcel fue reemplazado por un nuevo modelo de concepción más moderna que fue bautizado como Ford Verona, siendo este un desarrollo local sobre la base de la segunda generación del modelo inglés Ford Orion.
A todo esto, Volkswagen continuaba con su producción habitual, sin embargo dentro de su gama de productos presentaba un bache generacional entre los modelos Volkswagen Gol y Santana, por lo que era necesario el desarrollo de un automóvil que cubra esa plaza vacante. La respuesta llegaría justamente como resultado del surgimiento de Autolatina, tomando prestada la tecnología de su socio Ford, aunque conservando sus principales atributos mecánicos. Fue el origen del nuevo Volkswagen Apollo.

### Desarrollo
Como parte de los acuerdos internos de reciprocidad de Autolatina, Ford y Volkswagen volvieron a reunir esfuerzos a fin de lograr ese automóvil que pueda instalar a la marca alemana en el mercado del segmento C. Es así que tras el lanzamiento del Ford Verona y la renovación mecánica del Ford Del Rey, a partir de los motores Audi, Volkswagen posó sus esfuerzos en desarrollar su nuevo sedán partiendo de la estructura misma del Ford Verona, pero manteniendo su identidad mecánica como VW. De esta manera, en 1990 vio la luz el nuevo Volkswagen Apollo, un vehículo que no era otra cosa más que un Verona producido bajo la insignia de Volkswagen.
Estéticamente, el nuevo Apollo copiaba fielmente el diseño del Verona aunque con detalles como ser la parrilla frontal, sus paragolpes, un interior más trabajado y un sistema de suspensiones que fue uno de sus principales motivos de crítica, ya que eran similares a los utilizados en el Ford Escort y fueron muy criticados por su rigidez y fragilidad. Mecánicamente, solo había una única opción de motores, siendo esta el Audi AP1800 de 95 HP, el cual estaba acoplado a una caja de velocidades que el confería al Apollo un rendimiento más deportivo con relación al Verona, debido a sus relaciones más cortas. Esto sin embargo, producía grandes inconvenientes en cuanto al consumo de combustible.
A pesar de haber sido una propuesta muy fuerte por parte de Volkswagen, los altos precios en los que era ofrecido al mercado y sus cifras en consumo de combustible, terminaron convirtiendo al sedán de representación de la VW como un verdadero fracaso comercial. Ante esta situación y sin esperar al desarrollo de un pronto sucesor, la producción del Apollo finalizó en el año 1992. Finalmente, su vacante pudo ser cubierta con el lanzamiento del Volkswagen Logus, un modelo concebido a partir de la misma filosofía de desarrollo que el Apollo (para su desarrollo, se basó en la versión coupé de la quinta generación del Escort), pero con desempeño y valores muy superiores a los de su predecesor. A pesar de la presencia del holding Autolatina en Argentina y Brasil, este vehículo fue producido y comercializado exclusivamente en Brasil.

## Versiones
Existieron 3 versiones: GL, GLS y VIP. La primera de ellas, era considerada la versión base con equipamiento estándar, mientras que la GLS presentó acabados más lujosos para su categoría. En paralelo a estos, la versión VIP fue lanzada como una edición limitada, siendo equipada entre otras cosas con implementos Recaro, como ser su conjunto de butacas. Todas estas versiones estuvieron equipadas con una única opción de motor, siendo esta el Audi AP1800 de 1,8 litros de cilindrada y 95 HP de potencia. Si bien, su gemelo Verona presentaba una versión más económica equipada con el anticuado motor CHT de 1,6 litros, la idea de equipar también al Apollo con esta planta impulsora fue dejada de lado, ya que su uso iría en contra de la impronta deportiva que se pretendía dar al Apollo.